# Algueirão - Mem Martins
Algueirão - Mem Martins es una freguesia portuguesa del municipio de Sintra, con un área de 16 kilómetros cuadrados y 68 649 habitantes (2021). La densidad asciende a 4 292 hab/km² siendo la más populosa freguesia de Portugal. En 1988 pasó a ser una villa. Posee dos patrones, San José y Nuestra Señora de la Natividad.

## Patrimonio
- Capilla de la Nuestra Señora de la Natividad
- Capilla del Sagrado Corazón de Jesús
- Ermita de la Nuestra Señora de las Mercês
- Casal dos Choupos
- Crucero de Mem Martins
- Crucero del Seisal
- Crucero de Sacotes
- Ermita de San Romão
- Estación de tren de Algueirão-Mem Martins
- Molino de la Cavaleira
- Ruinas de A-dos-Ralhados
- Ruinas del Casal de Vale de Milho
- Ruinas de Casais de Baixo
- Casa señorial pombalina de la Tapada das Mercês